# Conservatorio Superior de Música Eduardo Martínez Torner
El Conservatorio Superior de Música Eduardo Martínez Torner, también conocido por el acrónimo Consmupa (Conservatorio Superior de Música del Principado de Asturias), es un centro público, que depende de la Consejería de Educación y Cultura del Principado de Asturias, España, que imparte enseñanzas superiores de Música. Su nombre rinde homenaje a Eduardo Martínez Torner y su sede se encuentra en la Casa del Deán Payarinos.

## Origen
El Conservatorio Superior de Música “Eduardo Martínez Torner” tiene su origen en la Academia de Bellas Artes de San Salvador de Oviedo, cuya Sección de Música nació durante el curso académico 1883-1884, por iniciativa del compositor asturiano Anselmo González del Valle, quien fue su primer director. En aquellos momentos se impartieron las disciplinas de Solfeo, Piano, Violín y Canto. En 1923 quedó constituido el llamado propiamente Conservatorio de Oviedo. En ese momento se hicieron cargo de la docencia algunas personalidades relevantes en los ámbitos de la interpretación y de la composición en Asturias. En 1924 la Sección de Música pasó a denominarse Escuela Provincial de Música y a depender de la Diputación Provincial con sede en la calle del Rosal, otorgándose validez oficial a los estudios elementales de Música cursados en ella. Tres años después, la Escuela Provincial de Música adquiere rango de Conservatorio. En 1961 el centro se convierte en Conservatorio Profesional. Vinculados al Conservatorio de Oviedo destacan nombres de eminentes compositores, musicólogos, intérpretes o directores de orquesta como el ya nombrado Anselmo González del Valle, Saturnino del Fresno, Ángel Muñiz Toca (los tres, directores del centro), Víctor Sáez, Eduardo Martínez Torner, Manuel del Fresno, Purita de la Riva, etc.

## Trayectoria
En 1988 el centro adquirió el rango de Conservatorio Superior, incorpora a la plantilla de profesorado a miembros de la Orquesta Sinfónica de Asturias e incluyó nuevas especialidades. A partir de 1990 se amplió la capacidad educativa, con la incorporación de profesorado seleccionado proveniente de diferentes comunidades españolas,  así como de la nueva Orquesta Sinfónica del Principado de Asturias y de la Orquesta “Los Virtuosos de Moscú”, de esta forma, se constituyó un claustro de profesores multidisciplinar internacional donde se dio el pretendido intercambio de experiencias y suma de sinergias, que ha generado una mejor oferta educativa en el ámbito de la educación superior musical española. Paulatinamente fue incrementándose el número de especialidades instrumentales, y en la actualidad se imparten enseñanzas de grado superior de Acordeón, Canto, Composición, Instrumentos de Cuerda, Guitarra, Órgano, Clave, Percusión, Piano, Dirección, Instrumentos de Viento-metal, Instrumentos de Viento-madera y Pedagogía. 
En 1994 el Consmupa inicia un proyecto de internacionalización institucional ingresando en la Asociación Europea de Conservatorios (AEC). Su participación activa le permitió formar parte de la junta directiva de esta asociación en representación de España –con el candidato electo Cristóbal Zamora-, y albergar el LI Congreso Internacional de la AEC, celebrado en 2004 en Oviedo, que constituyó un hito histórico en el país. Dos años más tarde el centro obtuvo la Carta Erasmus, otorgada por la Comunidad Europea, que le acredita para participar en proyectos de movilidad del profesorado, personal de administración y servicios y alumnado entre las instituciones educativas de Europa, así como para participar en la construcción del Espacio Europeo de Educación Superior (EEES), nacido de la Declaración de Bolonia. Estas experiencias fueron fundamentales para ampliar programas interinstitucionales como Music across the Atlantic establecido con la Indiana University South Bend con el fin de intercambiar trabajos en el ámbito de la creación e interpretación musical.
Hasta el momento han sido directores del centro los siguientes músicos:
- Leoncio Diéguez Marcos.
- Alberto Veintimilla Bonet.
- Fernando Agüeria Cueva.

El conservatorio cuenta con un claustro de en torno a 70 profesores, cerca de 300 alumnos y 9 funcionarios de administración y servicios. Las instalaciones están abiertas, para la actividad docente y atención al público, los días lectivos del Principado de Asturias en horario de 8:00 a 22:00 horas. Se imparten más de 170 asignaturas teóricas y prácticas –troncales, de libre elección y optativas-, recogidas en sus planes de estudios. El curso 2018-2019 supuso un punto de inflexión ya que comenzó a impartir los estudios superiores de gaita. Esta decisión colmaba las expectativas de los folcloristas asturianos, que veían como este instrumento tradicional pasaba a formar parte de la enseñanza reglada.
En enero de 2018 los departamentos eran:
- Departamento de canto y conjuntos
- Departamento de composición y teoría de la música
- Departamento de cuerda
- Departamento de improvisación y acompañamiento
- Departamento de promoción artística
- Departamento de tecla
- Departamento de viento madera
- Departamento de viento metal y percusión

Con motivo del Decreto 46/2014, de 14 de mayo, por el que se establecen y desarrollan los planes de estudios de las enseñanzas artísticas superiores de Música en el Principado de Asturias (Bopa del 23-V-2014) el Conservatorio ofrece las siguientes especialidades:
Composición
Dirección
Interpretación
- Itinerario 1: Acordeón
- Itinerario 2: Canto
- Itinerario 3: Clave y Órgano
- Itinerario 4: Instrumentos de Cuerda (arco), Viento y Percusión
- Itinerario 5: Guitarra
- Itinerario 6: Piano
- Itinerario 7ː Instrumentos de la música tradicional y popular de Asturias

Pedagogía
- Itinerario 1: Acordeón y Guitarra
- Itinerario 2: Canto, Instrumentos de Cuerda (arco), Viento y Percusión
- Itinerario 3: Clave y Órgano
- Itinerario 4: Piano

## Servicios e instalaciones
En cada curso se constituyen más de 70 agrupaciones de música de cámara de variada plantilla, dos orquestas –Sinfónica y de Cámara-, una Banda sinfónica, Grupos de instrumentos de cuerda, viento-madera, viento-metal y percusión. En total el Departamento de Programación Artística proyecta más de 120 conciertos públicos por curso, con la intención de que el alumnado recoja experiencias reales de solista y en agrupaciones, que incrementen su cualificación de cara al acceso al mercado laboral. También ha firmado un convenio con la Orquesta Sinfónica del Principado de Asturias y Oviedo Filarmonía para que los alumnos del conservatorio puedan desarrollar sus prácticas extracurriculares en esas instituciones, amparados por la Resolución de 2 de junio de 2015, de la Consejería de Educación, Cultura y Deporte, por la que se regulan las prácticas extracurriculares de enseñanzas artísticas superiores. Además, recibe alumnos en prácticas externas de varios de los grados impartidos en la Facultad de Filosofía y Letras de la Universidad de Oviedo.
El Conservatorio Superior de Música “Eduardo Martínez Torner”  tiene su sede desde el año 1987 en la plaza de la Corrada del Obispo, en la llamada Casa del Deán Payarinos, edificio ecléctico, del año 1900, diseñada por Juan Miguel de la Guardia. Entre las instalaciones cuenta con 50 aulas, 20 cabinas de estudio, auditorio, sala de cámara, biblioteca (con fonoteca y videoteca), sala polivalente, sala de profesores, laboratorio de electroacústica y sala de informática.

## Galería
| Escaleras del Conservatorio Superior de Música Eduardo Martínez Torner | Auditorio del Conservatorio Superior de Música Eduardo Martínez Torner | Aula 4 del Conservatorio Superior de Música Eduardo Martínez Torner | Aula 19 del Conservatorio Superior de Música Eduardo Martínez Torner | Biblioteca del Conservatorio Superior de Música Eduardo Martínez Torner |